# Нежметдинов, Абдулла Аймалетдинович
Абдулла Аймалетдинович Нежметдинов (24 ноября 1869 — 1915) — имам сельской мечети, депутат Государственной думы II созыва от Симбирской губернии

## Биография
По национальности татарин,  из крестьян деревни Красный Остров Курмышского уезда Симбирской губернии. Выпускник медресе в Буинске, продолжил учёбу в Бухаре и завершил её в Индии. По возвращении в родное село избран на должность сельского муллы, которую ранее около полувека занимал его отец. Абдулла служил имамом мечети села Красный Остров около 17 лет. В 1901 построил в нём новую мечеть. Имел магазин, занимался хлебопашеством на наделе в 14 десятин.
6 февраля 1907 года избран в Государственную думу II созыва от общего состава выборщиков Симбирского губернского избирательного собрания. В Думе вошёл в состав Трудовой группы и фракции Крестьянского союза.  Вместе с ещё 5 депутатами-мусульманами образовал Мусульманскую трудовую группу («Мусульман хезмят тейфасэ»). В думских комиссиях не состоял.

## Семья
- Отец — Аймалетдин (Гимадетдин) Нежметдинов[3]
- Жена — Гафифябану-абыстай, дочь, муллы из Касимова Фаттахуддина Баширова[3].
  - Дочь — Гыйззи Нежметдинова[4].
  - Сын — Абдурахман, востоковед[3]
- Брат — Гибадулла (Гибят) (?—1917)[3]
  - Племянник — Кави, татарский писатель
  - Племянник — Рашид, выдающийся шахматист.
  - Племянница - Лямига.
  - Племянник - Толгат.
- Брат — Ярулла[3]
- Сестра — Шамсимунавар, замужем за  Фаттахуддином Башировым, муллой из Касимова
- Сестра — Имя ?, замужем за  Шакиром Ильясовым[3]

### Рекомендуемые источники
- Мусульманские депутаты Государственной думы России 1906-1917 годов: Сборник документов и материалов. Уфа, 1998. С. 299;
- Усманова Д. М. Мусульманские представители в Российском парламенте. 1906-1917. Казань, 2005.
- Нежметдинов Абдулла Аймалетдинович // Нижегородские татары: биогр. словарь / РНКАТНО; Нижегор. исламский ин-т им. Х. Фаизханова; сост. Р. Ф. Ибрагимов, гл. ред. Д. В. Мухетдинов. – Н. Новгород: ИД «Медина», 2008. – С. 339.

### Архивы
- Российский государственный исторический архив. Фонд 1278. Опись 1 (2-й созыв). Дело 295; Дело 556. Лист 7.